# Wilhelm Sünkel
Wilhelm Sünkel (* 4. Juni 1894; † 1977) war ein deutscher Lehrer und im Jahr 1946 Bürgermeister der Stadt Detmold.
Wilhelm Sünkel war seit 1914 Volksschullehrer und nahm am Ersten und Zweiten Weltkrieg teil. Er war Mitglied des NSLB. Am 1. Januar 1946 wurde er Mitglied der SPD.
Am 7. Februar 1946 ernannte der 30-köpfige Gemeinderat Detmolds, der zum Jahreswechsel 1945/46 durch die britische Militärregierung zusammengestellt wurde, den Lehrer Wilhelm Sünkel zum Bürgermeister und seinen Vorgänger Richard Moes zum Stadtdirektor. Noch im selben Jahr, am 29. August 1946, legte Sünkel sein Amt nieder. Kommissarisch wurde Sünkels Stellvertreter, der Rechtsanwalt Wilhelm Schnitger, mit der Aufgabe betraut. Wilhelm Sünkel wurde zum Leiter der Oberschulbehörde der Lippischen Landesregierung ernannt. Mit der Eingliederung Lippes in das Land Nordrhein-Westfalen war er ab 1947 Abteilungsleiter der Abteilung 2 (Kirchen und Schulen) bei der Bezirksregierung in Detmold. Sünkel wurde am 14. Februar 1949 Regierungsdirektor in Detmold. Er trat am 30. Juni 1959 in den Ruhestand.
Wilhelm Sünkel war der Vater des Erziehungswissenschaftlers Wolfgang Sünkel. Neben seinen erzieherischen und politischen Tätigkeiten hat Sünkel auch an Gedichtsammlungen für höhere Schulen mitgearbeitet.